# Salame pezzente
Il salame pezzente (o il pezzente), meglio conosciuto come  nnoglia, o nuglia, o
pezzentelle è una preparazione di carne suina tipica della regione storica della Lucania (Basilicata e, in Campania, il Cilento, dove prende il nome di "nnoglia" o di "sausicchione"), della Puglia (a Gravina, dove assume il nome di pezzendédde), di altre parti della Campania (col nome di 'nnoglia o tauciano o
scamuorz o
pezzentelle) e di alcune zone della Calabria.
Si tratta di un prodotto originariamente destinato alle esigenze dei contadini e dei ceti meno agiati in generale, dal momento che viene preparato utilizzando tagli di carne poco pregiati.
Simile o variante è uno dei salumi della regione centro meridionale, l'Abruzzo ed è l'Annoia che in dialetto locale viene chiamato "nnuje", "nuje" o "annoje".

## Storia
Storicamente, ma anche fino a tempi molto recenti, il pezzente era l'ultima salsiccia preparata dalla macellazione del maiale, fatta con il grasso avanzato dalle altre. Per questa sua percentuale molto alta di grasso il pezzente non era destinato al consumo diretto ma veniva usato solo per insaporire il ragù, zuppe, e minestre (la cosiddetta minestra maritata).

## Preparazione

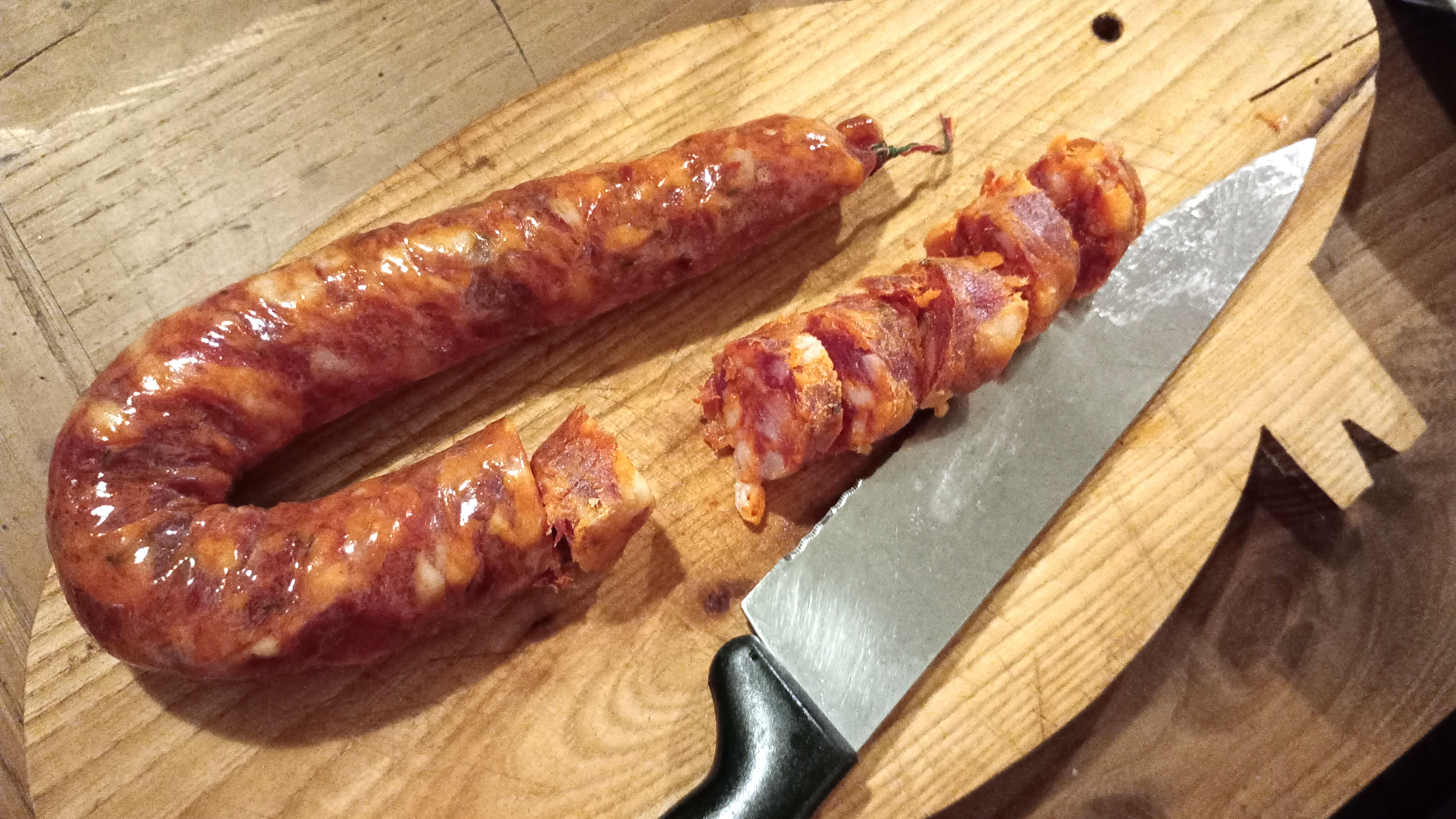
Salame pezzente parzialmente affettato

Secondo la ricetta tradizionale il salame pezzente è preparato con frattaglie (soprattutto fegato, milza e polmoni) e qualche ritaglio di pancetta e altro. Il composto, insaporito con varie spezie (generalmente semi di finocchio e peperone secco in polvere, ma anche altro a seconda della zona: semi di coriandolo, aglio, vino rosso ecc.) veniva poi insaccato nel budello di maiale e conservato nella "sugna" fresca o nell'olio di oliva, oppure appeso in luogo fresco ed asciutto.
In tempi recenti la denominazione "salame pezzente" viene anche usata per un insaccato preparato semplicemente con i tagli grassi che residuano dalla preparazione di prosciutti, soppressate e salsicce per il quale si adotta lo stesso metodo di preparazione e conservazione.
In entrambe le versioni, è un salume molto ricercato, sia come ingrediente fondamentale per piatti di verdure (viene utilizzato per la preparazione di piatti tradizionali a base di cavolo, verza, broccolo, sivone, cardo mariano ecc.), sia come ingrediente di pregio per ragù. In particolare, è l'ingrediente di carne più importante per la preparazione dello 'Ndrupp'c (lett. "intoppo", o "inciampo"), il ragù tipico della città di Potenza.
Vi sono anche modalità di cottura più pratiche e veloci, sicuramente di estrazione contadina: sotto la cenere nella carta argentata oppure infilato in un forchettone e posto sulla fiamma ardente di un caminetto. In tal caso si accompagna con del vino nero locale.
Una variante della conservazione nella sugna fresca è la conservazione sotto sugna "rossa" (sugna mescolata a peperone secco in polvere), tipica di certi comuni del potentino.

## Riconoscimenti
Basilicata e Calabria hanno inserito tale salume nell'elenco dei prodotti agroalimentari tradizionali italiani. Inoltre, il preparato gode di una tutela di Slow food, che ha inserito, tra i suoi presìdi, il Pezzente della Montagna Materana, lavorato in maniera tradizionale e prodotto con carne proveniente da maiali allevati allo stato brado, in pascoli di montagna fra i comuni di Accettura, Aliano, Calciano, Cirigliano, Garaguso, Gorgoglione, Irsina, Oliveto Lucano, Stigliano e Tricarico della provincia di Matera.
Anche in Puglia, il salame è riconosciuto a partire dal 2001 come prodotto agroalimentare tradizionale, con il nome di Pzzntel di Gravina. La produzione è storica anche nella città murgiana per via della vicinanza con la Basilicata, oltre per lo storico ruolo che il territorio gravinese ha de sempre ricoperto, come cerniera tra Puglia e Lucania.